# گورنگه ولاسه
گورنگه ولاسه (به صربی: Gornje Vlase) یک منطقهٔ مسکونی در صربستان است که در Gadžin Han واقع شده‌است.